# Paul Mazursky
Paul Mazursky, właśc. Irwin Mazursky (ur. 25 kwietnia 1930 w Brooklynie, zm. 30 czerwca 2014 w Los Angeles) – amerykański reżyser, aktor, scenarzysta i producent filmowy. Został wyróżniony w roku 2000 przez Ambasadora Rzeczypospolitej Polskiej w Waszyngtonie tytułem Amicus Poloniae.

## Wybrana filmografia

### jako reżyser i scenarzysta
- Bob & Carol & Ted & Alice (1969, nominacja do Oscara za reżyserię)
- Niezamężna kobieta (1978, nominacja do Oscara dla najlepszego filmu i za scenariusz, Złotego Globu za reżyserię i scenariusz oraz Złotej Palmy)
- Moskwa nad rzeką Hudson (1984)
- Wrogowie (1989)
- 20 lat i ani dnia dłużej (1996, nominacja do Złotego Niedźwiedzia)

### jako aktor
- Narodziny gwiazdy (1976)
- Niezamężna kobieta (1978)
- Moskwa nad rzeką Hudson (1984)
- Wrogowie (1989)
- Życie Carlita (1993)
- Rodzina Soprano (serial telewizyjny, 1999-2006)